# Vitrolles-en-Luberon
 Vitrolles-en-Luberon  es una población y comuna francesa, en la región de Provenza-Alpes-Costa Azul, departamento de Vaucluse, en el distrito de Apt y cantón de Pertuis.
El INSEE utiliza la forma Vitrolles-en-Lubéron.
Está integrada en la Communauté de communes Luberon - Durance.

## Demografía
| 61 | 50 | 59 | 72 | 137 | 145 |
| Para los censos de 1962 a 1999 la población legal corresponde a la población sin duplicidades (Fuente: INSEE [Consultar]) |    |    |    |     |     |